# 根岸昌史
根岸 昌史（ねぎし まさふみ、1974年10月4日 - ）は、NHKのアナウンサー。

## 人物
慶応義塾高等学校、慶應義塾大学卒業後、1997年入局。東京・佐賀では情報系の番組を担当していたが、スポーツ中継にも携わっていた。
長女と長男がいる。

## 現在の担当番組・業務
- ラジオニュース

## 過去の担当番組・業務
富山放送局時代
- 富山県のニュース

東京アナウンス室時代（1度目）
- 速報Jリーグ
- 生活ほっとモーニング

佐賀放送局時代（ - 2009年1月）
- 佐賀県のニュース
- スポーツ中継
- とれたてさがん情報市（6時台キャスター）
- NEWSファイル佐賀（2007年度）

大阪放送局時代（2009年2月12日 - 2013年6月）
- 関西のニュース
- ニューステラス関西 スポーツコーナー
- ぐるっと関西おひるまえ 土曜日キャスター
- 趣味Do楽「京都で磨く ゆかた美人」（Eテレ）ナレーション

徳島放送局時代（2013年7月 - 2017年6月）
- 徳島局制作番組の編集責任
- とく6徳島（編集責任）
- 放送部副部長（アナウンス統括）
- 徳島県のニュース

東京アナウンス室時代（2度目）（2017年7月 - 2018年3月）
- ラジオニュース

日本語センター出向時代（2018年度 - ？）
- ラジオニュース

ラジオセンター時代
- ベイビーブーを堪能するだけの時間　(2024年3月26日・27日)